# Mieczysław Stachiewicz
Mieczysław Józef Stachiewicz (ur. 21 maja 1917 w Warszawie, zm. 30 kwietnia 2020 w Londynie) – polski architekt, pułkownik pilot Wojska Polskiego w stanie spoczynku, działacz polonijny, posiadający również obywatelstwo brytyjskie. Uczestnik II wojny światowej. Honorowy prezes Instytutu Józefa Piłsudskiego w Londynie. Kawaler Orderu Orła Białego.

## Życiorys
Syn generała Juliana Stachiewicza, oficera Legionów Polskich i współpracownika Józefa Piłsudskiego, oraz Marii z domu Sawickiej. Po skończeniu szkoły powszechnej w latach 1927–1931 uczęszczał do Państwowego Gimnazjum im. Stefana Batorego w Warszawie. W 1931 wstąpił do Korpusu Kadetów nr 1 we Lwowie, gdzie w 1937 zdał maturę.
21 września 1937 wstąpił do Wojska Polskiego i rozpoczął naukę na Dywizyjnym Kursie Podchorążych Rezerwy 21 DPG przy 4 Pułku Strzelców Podhalańskich w Cieszynie. Od stycznia 1938 był słuchaczem Szkoły Podchorążych Rezerwy Lotnictwa w Dęblinie. Został przeszkolony w pilotażu podstawowym na samolotach Bartel BM-4, PWS-16 i PWS-26. Szkołę ukończył 15 października 1938 jako plutonowy podchorąży rezerwy z przydziałem mobilizacyjnym do 4 Pułku Lotniczego w Toruniu. W 1938 podjął także studia na Wydziale Architektury Politechniki Warszawskiej. Przed wybuchem wojny zdążył zaliczyć pierwszy rok. 22 sierpnia 1939 został powołany na letnie ćwiczenia do 4 Pułku Lotniczego w Toruniu z przydziałem do eskadry treningowej, a zaraz potem objęty mobilizacją. 27 sierpnia otrzymał rozkaz przelotu do Słonimia na RWD-8 (był to jeden z samolotów cywilnych ewakuowanych z Bydgoszczy, Grudziądza, Inowrocławia i Rumi przez Toruń na wschód Polski).
We wrześniu 1939 brał udział w wojnie obronnej, po agresji sowieckiej na rozkaz przekroczył granicę z Rumunią, gdzie internowano go w Calafat. Po udanej ucieczce w styczniu 1940 dotarł do Francji, w czerwcu tegoż roku ewakuowany do Wielkiej Brytanii. Skierowano go do bazy Polskich Sił Powietrznych w Blackpool. W 1941, po przejściu szkoleń w zakresie pilotażu, otrzymał stopień podporucznika. Następnie szkolił się w 18 Operational Training Unit na bombowcu Vickers Wellington. W kwietniu 1942 jego załogę przydzielono do 301 Dywizjonu Bombowego. W nocy z 5 na 6 maja 1942 odbył pierwszy lot bojowy jako drugi pilot (na Stuttgart). W nocy z 3 na 4 czerwca tegoż roku odbył natomiast pierwszy lot bojowy jako pierwszy pilot (na Dieppe). Loty bojowe (łącznie 33 w tym 5 przerwanych z przyczyn technicznych) wykonywał do listopada 1942 w ramach nalotów bombowych na Niemcy i Włochy.
Otrzymał następnie urlop i skierowanie do Polskiej Szkoły Architektury przy University of Liverpool, studia ukończył w 1946. W 1948 zdemobilizowany w stopniu porucznika. W późniejszym czasie awansowany do stopnia pułkownika. Pozostał w Wielkiej Brytanii, gdzie pracował jako architekt. Był zatrudniony w różnych przedsiębiorstwach i administracji lokalnej, a także prowadził własną praktykę zawodową. W 1949 otrzymał obywatelstwo brytyjskie, w 1980 przeszedł na emeryturę.
Aktywny działacz organizacji polonijnych, w tym Stowarzyszenia Lotników Polskich i Związku Lwowskich Kadetów Marszałka Józefa Piłsudskiego. Od 1981 członek Instytutu Józefa Piłsudskiego w Londynie, w latach 1983–1984 wiceprezes, a od 1984 prezes tej instytucji. Opublikował wspomnienia w książkach Wspomnienia wojenne (Warszawa 2003) i Moje pierwsze dziewięćdziesiąt lat: wspomnienia (Warszawa 2008).
W 2017 otrzymał honorowe wyróżnienie „Błękitne Skrzydła” przyznane przez redakcję „Skrzydlatej Polski” oraz Zarząd Krajowej Rady Lotnictwa; odznaczenie wręczono w 2018 w POSK w Londynie.

## Ordery i odznaczenia
Cywilne
- Order Orła Białego (2017, nadany przez prezydenta RP Andrzeja Dudę[2], w uznaniu znamienitych zasług dla niepodległości Rzeczypospolitej Polskiej, za pielęgnowanie pamięci o najnowszej historii Polski oraz działalność na rzecz środowisk polonijnych[10])
- Krzyż Komandorski Orderu Odrodzenia Polski (2005, nadany przez prezydenta RP Aleksandra Kwaśniewskiego)[1]
- Krzyż Oficerski Orderu Odrodzenia Polski (1990, nadany przez prezydenta RP na uchodźstwie Ryszarda Kaczorowskiego)[11]
- Krzyż Kawalerski Orderu Odrodzenia Polski (1987, nadany przez prezydenta RP na uchodźstwie Kazimierza Sabbata)[12]
- Medal „Pro Bono Poloniae” (2019)[13]

Wojskowe
- Krzyż Srebrny Orderu Virtuti Militari (nr 8212)[5][14]
- Krzyż Walecznych (trzykrotnie)[5][5]
- Medal Lotniczy[5]
- Polowy Znak Pilota (nr 1132)[5]
- Odznaka Honorowa i Medal Pamiątkowy „Kustosza Tradycji, Chwały i Sławy Oręża Polskiego” (2007, nadany przez ministra obrony narodowej)[15]

Brytyjskie
- Gwiazda za Wojnę 1939–1945[5]
- Gwiazda Lotniczych Załóg w Europie[5]
- Medal Wojny 1939–1945[5]
- Gwiazda Francji i Niemiec